# Vega
 Ovo je glavno značenje pojma Vega. Za druga značenja pogledajte Vega (razdvojba).
Vega (α Lyrae) je jedna od najsjajnijih zvijezda na nebu (peta po sjaju, druga na sjevernom djelu neba odmah iza Arcturusa), prividne veličine +0,03, u zviježđu Lire. Dvojna zvijezda – pronađen je i njen slabi pratitelj 10 veličine. Uočljiva ljeti. Udaljena je od nas samo 25,2 svjetlosne godine. Apsolutne veličine +0,58 sjajnija je 52 puta od našeg Sunca.
Tri sjajne zvijezde: Vega, Arcturus i Capella djele sjeverni dio neba na trećine. S Altairom i Denebom čini Veliki ljetni trokut.
Mase je 2,5 puta veće od Sunca, obična bijela stabilna zvijezda spektralnog tipa A0 Vvar površinske temperature 9.500 °K. Bijela boja i prividna magnituda učinile su je standardom za usporedbu ostalih zvijezda.
Prije 14.000 godina nalazila se na mjestu današnje Sjevernjače, a danas se u njenoj blizini nalazi točka prema kojoj se giba Sunčev sustav brzinom od 20 km/sec. Vega nam se približava brzinom od 15 km/sec.